# Punta Marguareis
La Punta Marguareis (Marguarèis in piemontese; Pointe Marguareis in francese che compare nelle antiche carte topografiche come Monte delle Carsene,  Monte Carsino o Monte Cassino) 
(2.651 m s.l.m.) è una montagna delle Alpi sud-occidentali, posta sul confine italo-francese, tra la provincia di Cuneo (Piemonte) ed il dipartimento delle Alpi Marittime (Francia). Si tratta della cima più elevata delle Alpi Liguri, che costituisce il punto nodale tra la Valle Pesio, la Val Tanaro e la Val Roia.

## Storia

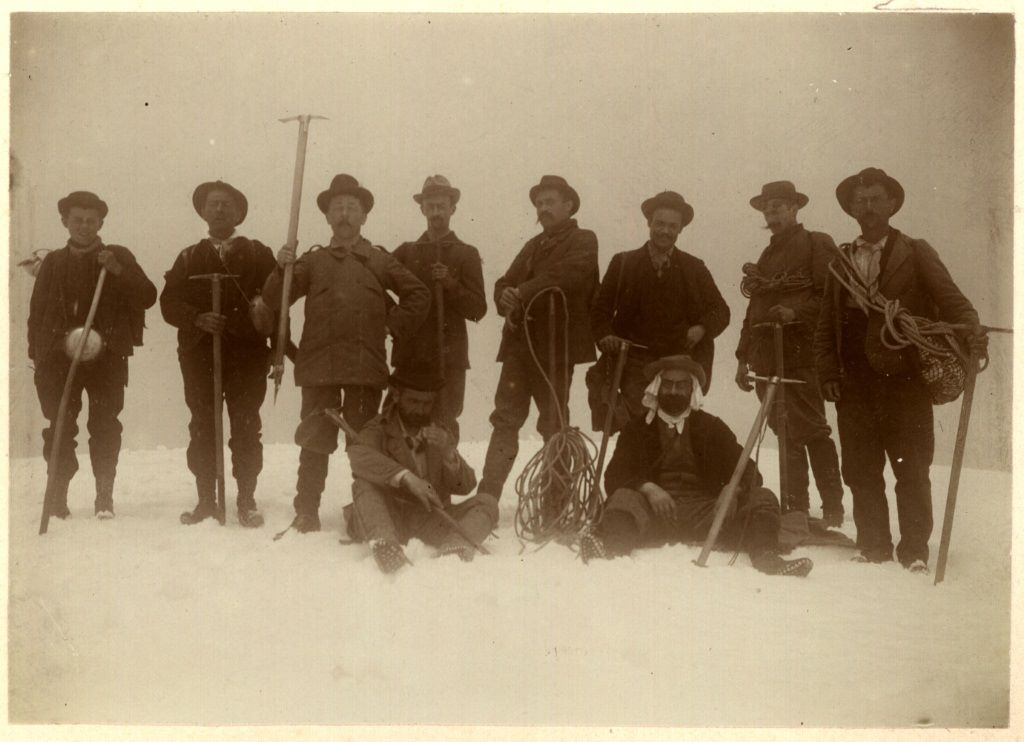
1904: alpinisti sulla cima del Marguareis - fotografia di Mario Gabinio

Il nome "Marguareis" deriva dal gergo dei pastori brigaschi: anticamente era detto Maraguaréz e Maravarez, trasformato poi nel nome attuale. La montagna, che un tempo apparteneva totalmente all'Italia, è oggi divisa tra Italia e Francia: il trattato di Parigi fa infatti transitare il confine per la sua cima.
Ancora alla fine dell'Ottocento il Marguareis non era molto noto, anche perché la cartografia della zona risultava piuttosto approssimativa, e si tendeva a considerare il più conosciuto Mongioie come la cima più alta delle Alpi Ligustiche.

## Caratteristiche

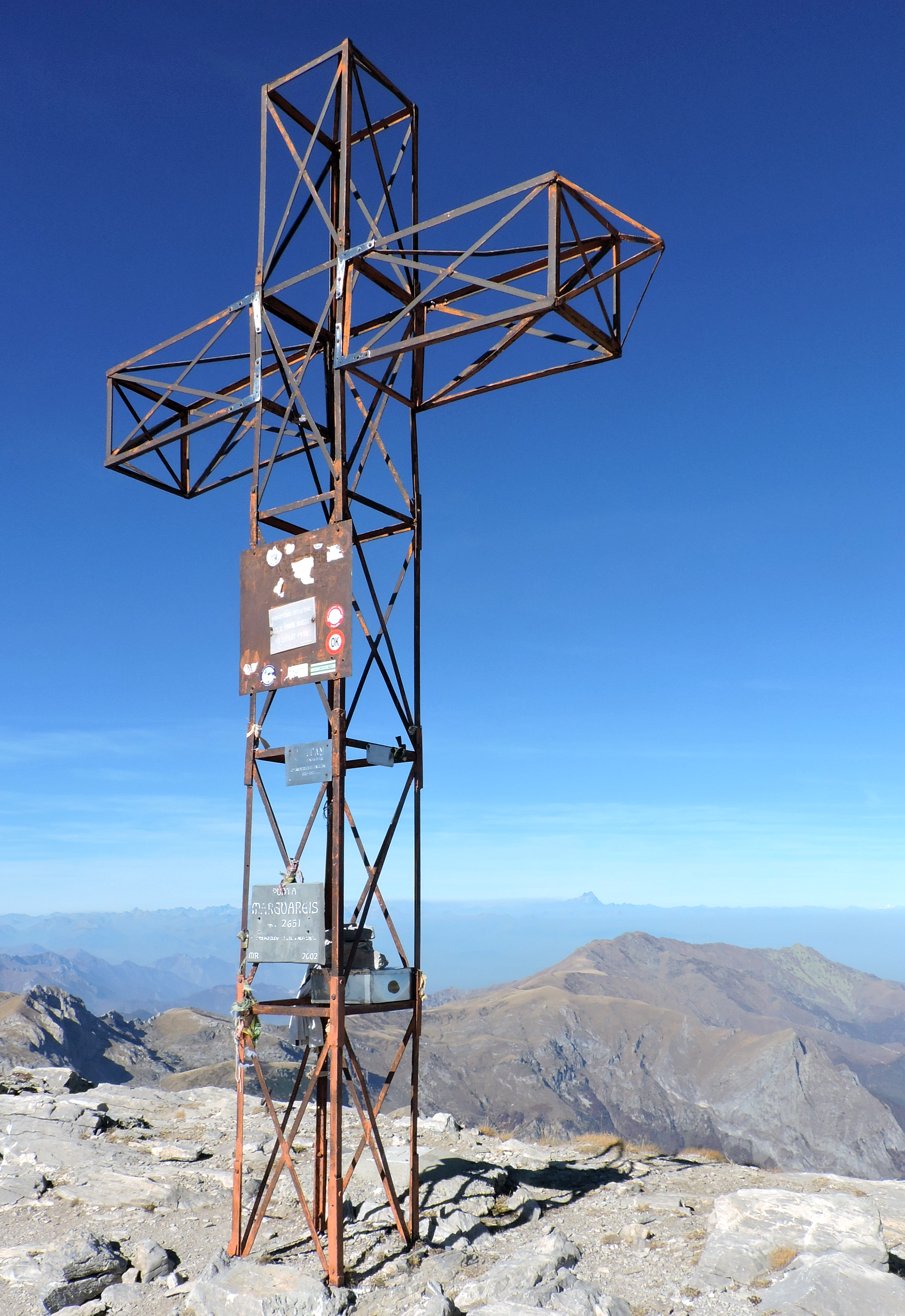
La croce di vetta, sullo sfondo il Monviso

Il versante sud del Marguareis, carsico, che giustifica il nome "Carsene", è un altopiano morbidamente digradante; il versante nord è invece una parete verticale solcata da canali molto impegnativi. Nel versante nord, non lontano dal Rifugio Garelli, si trova il laghetto del Marguareis (1928 m), uno specchio d'acqua molto piccolo alimentato direttamente da alcune sorgenti. Le sue acque discendono il Vallone del Marguareis ed il Vallone del Salto per poi confluire nel Pesio. La zona è molto importante per i fenomeni carsici, con complessi di grotte che superano anche i 50 km di estensione e i 900 m di profondità. Il massiccio, oltre alla punta principale comprende anche altre elevazioni minori come la Punta Tino Prato (2595 m), l'anticima (2610 m) e la Cima sud del Marguareis (2581 m). Il punto culminante del Marguareis è segnalato da una croce di vetta in traliccio metallico. La prominenza topografica della montagna è di 780 metri, ed il suo punto di minimo è costituito dal Colle di Tenda.

## Accesso alla cima

### La prima ascensione
Venne asceso per la prima volta (e notificato) dalla cresta sud da Lorenzo Pareto, partendo da Carnino, nella Briga Alta. La parete nord fu invece scalata per la prima volta il 30 giugno 1903 da A. Gandolfi e S. Gattai di Genova.

### Altre vie di salita

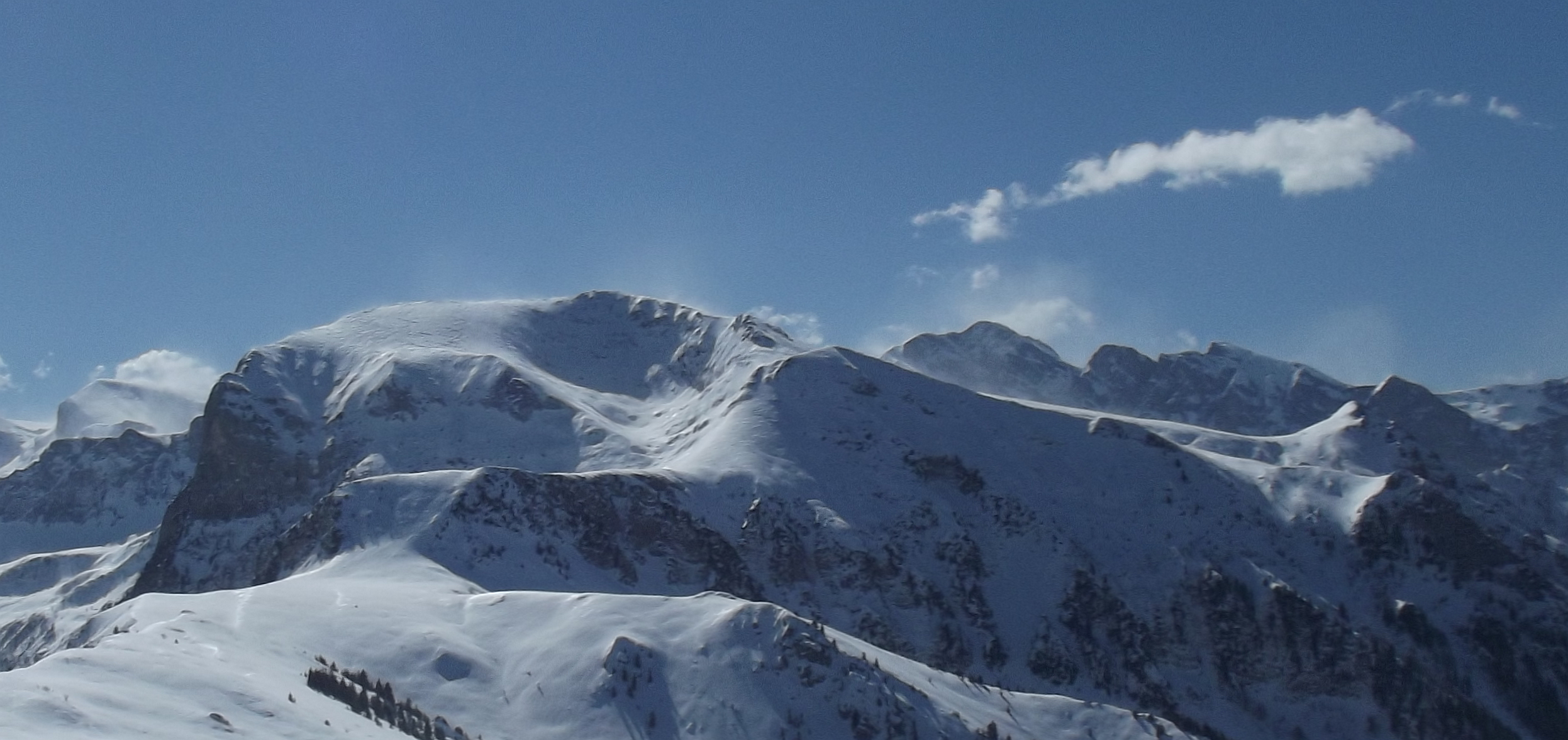
Vista invernale dalla Gardiola

L'itinerario più classico del massiccio precede la partenza da Carnino superiore attraverso la Gola della Chiusetta mentre il Canalone dei Genovesi e la successiva Cresta Ovest prevede un tratto meno agevole. Quest'ultimo fu percorso per la prima volta dagli alpinisti B. Aquasciati, G. Kleudgen e G. Miraglio il 4 agosto 1923 in discesa, mentre la prima salita invernale è da attribuire a Primo Mattalia il 25 dicembre 1946. Il canalone è lungo circa 600 m con pendenze sino a 45°. Normalmente è innevato fino all'estate e per salirlo è necessaria l'attrezzatura per l'alpinismo invernale.
La via normale per la cima, con difficoltà non alpinistiche ma escursionistiche, parte nei pressi del colle dei Signori e raggiunge il Marguareis transitando per il passo di Gaina. Tale percorso risulta essere un'ambita meta per gli amanti del cicloalpinismo.

## Punti di appoggio
- Rifugio Garelli (1990 m)
- Rifugio Don Barbera (2079 m)
- Capanna Saracco-Volante (2220 m) (capanna speleologica)
- Rifugio del Pian delle Gorre (1.032 m).

## Tutela naturalistica
La montagna rientra nel Parco naturale del Marguareis, al quale dà il nome.